# Ian McCulloch
Ian Stephen McCulloch, född 5 maj 1959 i Liverpool, England, är en brittisk sångare och frontman i rockbandet Echo & the Bunnymen. Han har även medverkat i grupperna Electrafixion och Crucial Three och gjort solokarriär. Han är inspirerad av bland andra David Bowie och Lou Reed.

## Diskografi, solo
Album
- 1989 – Candleland
- 1992 – Mysterio
- 2003 – Slideling
- 2012 – Pro Patria Mori
- 2012 – Live At Liverpool Anglican Cathedral
- 2013 – Holy Ghosts (samlingsalbum)